# Erythrophleum fordii
Erythrophleum fordii е вид растение от семейство Бобови (Fabaceae). Видът е застрашен от изчезване.

## Разпространение
Разпространен е в Китай, Тайван и Виетнам.